# الخطوط الجوية الشرقية الرحلة 401
29 ديسمبر 1972:أقلعت رحلة الخطوط الجوية الشرقية رقم 401 من نيويورك إلى ميامي وكان علي متنها 169 راكبا و7 من أفراد الطاقم وبسبب خطأ من الطيار وخطأ المراقب الجوي تحطمت في مستنقع فلوريدا الآستوائية في قرب مطار ميامي الدولي نجا 77 شخصا ومات 99 شخصا في الحادث وكانت من طراز لوكهيد إل-1011 تراي ستار.

## بعد الحادث
بعد 4 سنوات من الحادث اصطدمت طائرتي بوينغ 747 في مطار تنريف,جزر الكناري الأولي تابعة للخطوط الجوية الملكية الهولندية والثانية تابعة لبان أمريكان العالمية وبعد فترة من حادث الرحلة 401 أصبح ركاب وطاقم طائرات الخطوط الجوية الشرقية يتكلمون عن رؤية أشباح طاقم رحلة الخطوط الجوية الشرقية رقم 401 وأغلقت شركة الخطوط الجوية الشرقية أبوابها

## معلومات الرحلة
التاريخ:29 ديسمبر 1972
نوع الحادث:خطأ الطيار,خطأ المراقب الجوي
الموقع:مستنقع فلوريدا الآستوائية,قرب مطار ميامي,فلوريدا
الركاب:169
الطاقم:7
الجرحي:30
الوفيات:99
الناجون:77
النوع:لوكهيد إل-1011 تراي ستار
المالك:الخطوط الجوية الشرقية
بداية الرحلة:مطار جون أف كينيدي الدولي,نيويورك,الولايات المتحدة
الوجهة:مطار ميامي الدولي,ميامي,فلوريدا,الولايات المتحدة